# Michael Steenstrup
Michael Vogelius Steenstrup (født 12. juni 1809 i Vang præstegård ved Thisted, død 12. juni 1855 i Frederikshavn) var en dansk auditør, by- og herredsfoged og politiker.
Steenstrup var søn af sognepræst Joh. Vogelius. Han blev student fra Aalborg Katedralskole i 1828 og cand.jur. i 1834. Han blev volontør hos birkedommeren i Københavns søndre birk i 1836 og kancellist hos generalauditøren i 1839. I 1841-1842 var han auditør ved Første Livregiment, i 1843 blev han overauditør ved Københavns Borgervæbning og sekretær ved Stadshauptmandskabet, og i 1845 overauditør. Fra 1850 til sin død i 1855 var han byfoged og byskriver i Frederikshavn og herredsfoged i Horns Herred i Vendsyssel.
Steenstrup var medlem af Folketinget valgt i Hjørring Amts 1. valgkreds (Frederikshavnkredsen) fra 4. august 1852 til 26. februar 1853. Han stillede op til folketingsvalget i 1849 i Københavns 4. valgkreds, men tabte til Viggo Rothe. Ved næste valg i 1852 lykkedes det ham at blive valgt i Frederikshavn, hvor han var blevet byfoged. Han stillede ikke op igen.
Han blev ridder af Dannebrog i 1847.